# 25399 Vonnegut
25399 Vonnegut este un asteroid din centura principală de asteroizi.

## Descriere
25399 Vonnegut este un asteroid din centura principală de asteroizi. A fost descoperit pe 11 noiembrie 1999 la Fountain Hills (Arizona) de Charles W. Juels. Asteroidul prezintă o orbită caracterizată de o semiaxă mare de 2,58 ua, o excentricitate de 0,09 și o înclinație de 22,5° în raport cu ecliptica.